# Westlake (Teksas)
Westlake – miasto w Stanach Zjednoczonych, w stanie Teksas, w hrabstwie Denton.